# Oswald Lutz
Oswald Lutz, nemški general, * 6. november 1876, † 26. februar 1944.